# Уч-Кошой
Уч-Кошой (кирг. Үч-Кошой) или Учкошой (кирг. Үчкошой) — река в Кыргызстане, течёт по территории Таласского района Таласской области. Левый приток реки Талас.
Длина реки составляет 40 км. Площадь водосборного бассейна равняется 1210 км². Среднегодовой расход воды у села Кара-Ой — 9,2 м³/с. В бассейне реки 17 озёр.
Исток Уч-Кошой находится на территории села Талды-Булак в месте слияния рек Чон-Кошой и Орты-Кошой. На всём протяжении преобладающим направлением течения является северо-запад.